# Guilherme Walder Mora Ramalho
Guilherme Walder Mora Ramalho (Rio de Janeiro, 31 de agosto de 1981) é um advogado brasileiro. Foi ministro interino da Secretaria de Aviação Civil da Presidência da República do governo Dilma Rousseff. Servidor Público Federal de carreira, foi nomeado oficialmente no Diário Oficial da União de 8 de dezembro de 2015 com data de nomeação de 7 de dezembro de 2015. Deixou o cargo em 17 de março de 2016, quando Mauro Lopes assumiu a Secretaria. Assumiu novamente a pasta com a saída do Ministro Mauro Lopes. Com o advento do Governo Temer, sua pasta foi extinta e se tornou Secretário da Aviação Civíl, no mesmo ano.
É formado em direito pela Universidade de São Paulo.